# Bamboko (peuple)
Pour les articles homonymes, voir Bamboko.

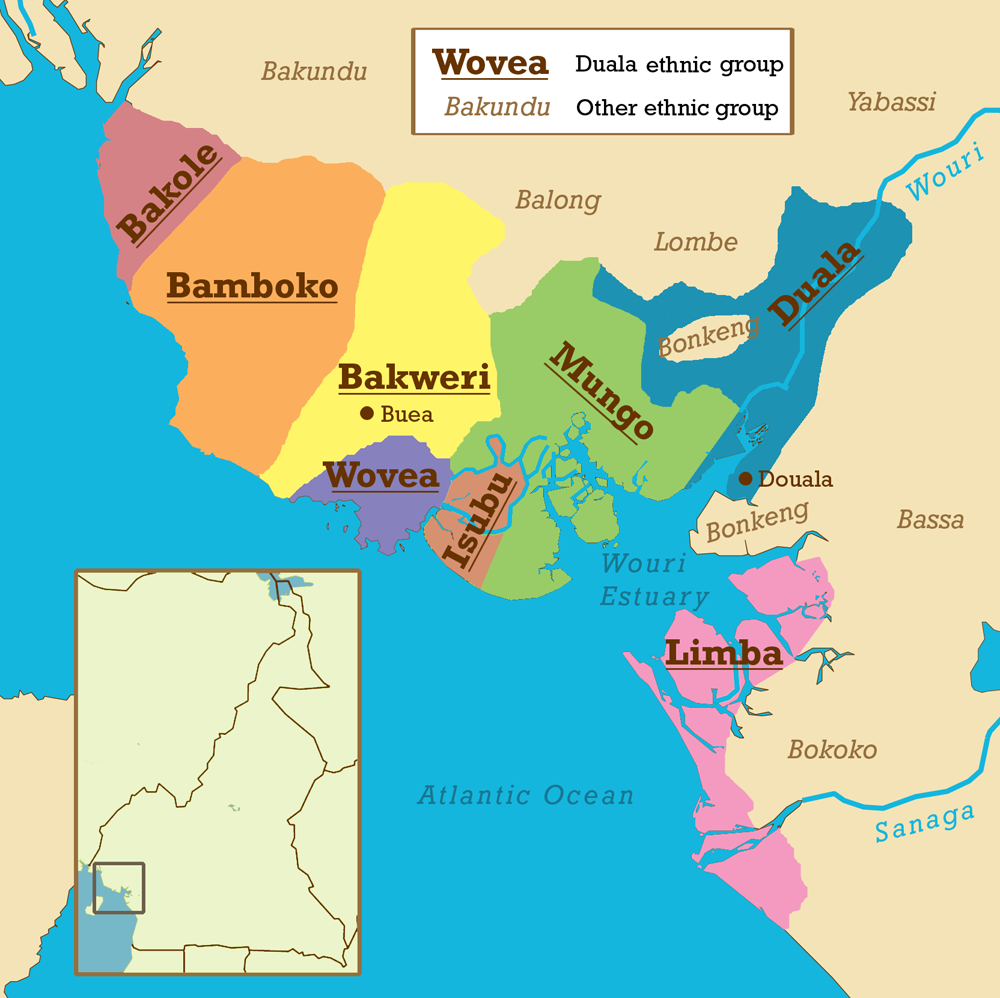
Implantation des Bamboko

Les Bamboko (ou Bambuko, Mboko, Momboko, Womboko) sont une population bantoue d'Afrique centrale du groupe Sawa vivant dans le sud-ouest du Cameroun.

## Géographie
Ils sont localisés sur la zone côtière du golfe du Biafra près de la frontière avec le Nigeria. On trouve également quelques communautés de l'autre côté de cette frontière, notamment à Bambuka, dans l'État de Taraba. 

## Histoire
Du fait de leur implantation le long de la côte atlantique – où ils ont été précocement en contact avec les intérêts allemands et britanniques – ils ont eu davantage de perspectives économiques et un meilleur accès à l'éducation.

## Langue
Ils parlent le bamboko (ou bambuku, bomboko, bumboko, mboko, womboko, wumboko), une langue bantoue, dont on dénombrait environ 4 000 locuteurs en 2000 .